# 4 декември
4 декември е 338-ият ден в годината според григорианския календар (339-и през високосна). Остават 27 дни до края на годината.

## Събития
- 1533 г. – Иван Грозни става велик княз на Московското княжество.
- 1639 г. – Йеремия Хорокс и Уилям Крабтрий за първи път наблюдават пасаж на Венера.
- 1808 г. – Наполеон Бонапарт забранява папската институция Светата инквизиция на територията на Испания.
- 1864 г. – В Румъния е забранено на евреите да изучават и практикуват юридидически науки.
- 1887 г. – Основан е шведският футболен отбор Йоргрюте ИС.
- 1904 г. – В София, с подкрепата на Иван Шишманов (тогава министър) е открито първото музикално училище в България, което през 1913 г. става държавно, а през 1921 г. е преобразувано на музикална академия.
- 1908 г. – В София е открит първият киносалон в България, втори в Европа.
- 1941 г. – Втората световна война: Във Великобритания е направена гражданска мобилизация на неомъжените жени от 20 до 30-годишна възраст за служба в полицията и пожарната охрана.

- 1947 г. – VI велико народно събрание приема Конституция на Народна република България, известна като Димитровска конституция.
- 1948 г. – Китайският пътнически кораб Киянг попада на мина от Втората световна война и потъва – загиват 2750 пътници и членове на екипажа.
- 1949 г. – Територията на континентален Китай е поставена окончателно под комунистически контрол от верните на Мао Дзедун войски.
- 1958 г. – Република Дахомей и Бряг на слоновата кост стават автономни държави в рамките на Френската общност.
- 1963 г. – Пленумът на ЦК на БКП изпраща писмо до Хрушчов, в което НРБ обещава сближаване със СССР.
- 1971 г. – Индийската армия навлиза в Източен Бенгал, което по-късно довежда до откъсването му от Пакистан и създаването на държавата Бангладеш.
- 1974 г. – Самолетът при полет 138 на „Мартинеър“ се разбива в планина малко преди кацане в Шри Ланка и убива всички 191 души на борда.
- 1976 г. – Жан-Бедел Бокаса обявява републиканско управление в Централната африканска империя (сега ЦАР), година по-късно възстановява монархията и се обявява за император Бокаса I.
- 1980 г. – Обявен е разпадът на британската рок група „Лед Зепелин“.
- 1991 г. – Египетският политик Бутрос Бутрос-Гали е избран за генерален секретар на ООН.
- 2002 г. – Състои се първият полет на самолет от новата държавна авиокомпания България Ер, създадена след фалита на националния превозвач БГА Балкан.

## Родени
- 1735 г. – Йозеф Николай Лауренти, австрийски зоолог († 1805 г.)
- 1795 г. – Томас Карлайл, британски философ и историк († 1881 г.)
- 1801 г. – Карл Лудвиг Мишле, немски философ († 1893 г.)
- 1835 г. – Самюъл Бътлър, британски писател († 1902 г.)
- 1852 г. – Сава Муткуров, първият български генерал († 1891 г.)
- 1854 г. – Василий Абашидзе, грузински актьор († 1926 г.)
- 1866 г. – Василий Кандински, художник от руски произход († 1944 г.)
- 1875 г. – Райнер Мария Рилке, австрийски поет († 1926 г.)
- 1878 г. – Никола Данчов, български лексикограф († 1956 г.)
- 1881 г. – Елисавета Консулова-Вазова, българска художничка († 1965 г.)
- 1882 г. – Стефан Гевгалов, български просветен деец († 1956 г.)
- 1889 г. – Николай Петрини, деец на БЗНС († 1925 г.)
- 1892 г. – Франсиско Франко, испански диктатор, генералисимус († 1975 г.)
- 1908 г. – Алфред Хърши, британски биохимик и микробиолог, Нобелов лауреат през 1969 († 1997 г.)
- 1914 г. – Георги Чилингиров, български народен певец († 2000 г.)
- 1920 г. – Надир Афонсо, португалски архитект и художник († 2013 г.)
- 1922 г. – Жерар Филип, френски актьор († 1959 г.)
- 1924 г. – Любен Станев, български писател, белетрист, кинодраматург († 2009 г.)
- 1925 г. – Алберт Бандура, американски психолог († 2021 г.)
- 1940 г. – Георги Костов, български писател († 1995 г.)
- 1949 г. – Джеф Бриджис, американски актьор
- 1952 г. – Роналд Сега, американски астронавт
- 1962 г. – Александър Литвиненко, руски офицер и писател († 2006 г.)
- 1963 г. – Сергей Бубка, украински лекоатлет
- 1964 г. – Сертаб Еренер, турска поп изпълнителка
- 1964 г. – Феридун Заимоглу, немски писател
- 1964 г. – Мариса Томей, американска актриса
- 1966 г. – Владимир Алекно, руски волейболист
- 1969 г. – Джей Зи, американски рапър
- 1971 г. – Адам Хороуиц, американски телевизионен сценарист
- 1973 г. – Тайра Банкс, американски супермодел
- 1975 г. – Васил Камбуров, български футболист
- 1978 г. – Десислава Бакърджиева, българска актриса
- 1979 г. – Любомир Виденов, български футболист
- 1992 г. – Ким Сок Джин, южнокорейски певец и автор на песни.

## Починали
- 1122 г. – Омар Хаям, ирански учен и поет (* 1048 г.)
- 1334 г. – Йоан XXII, римски папа (* 1249 г.)
- 1371 г. – Стефан Урош V, сръбски крал и цар (* 1336 г.)
- 1642 г. – Арман Жан дю Плеси дьо Ришельо, френски политик (* 1585 г.)
- 1679 г. – Томас Хобс, английски философ (* 1588 г.)
- 1680 г. – Томас Бартолин, датски лекар (* 1616 г.)
- 1798 г. – Луиджи Галвани, италиански лекар и физик (* 1737 г.)
- 1850 г. – Уилям Стърджън, английски физик и изобретател (* 1783 г.)
- 1881 г. – Димитър Горов, български революционер (* 1840 г.)
- 1893 г. – Хайнрих Гьобел, изобретател (* 1818 г.)
- 1898 г. – Павел Третяков, руски предприемач и колекционер (* 1832 г.)
- 1904 г. – Костандо Живков, български революционер (* ? г.)
- 1912 г. – Атанас Лютвиев, български революционер (* 1885 г.)
- 1922 г. – Димитър Вачов, български политик (* 1855 г.)
- 1933 г. – Стефан Георге, германски писател (* 1868 г.)
- 1934 г. – Адриан Жерлаш дьо Гомери, белгийски изследовател (* 1866 г.)
- 1942 г. – Адалберт Антонов, български комунистически деец и партизанин (* 1909 г.)
- 1945 г. – Димитър Бабев, български поет и литературен критик (* 1880 г.)
- 1945 г. – Томас Морган, американски генетик, Нобелов лауреат през 1933 г. (* 1866 г.)
- 1952 г. – Карен Хорни, германска психоложка (* 1885 г.)
- 1975 г. – Хана Аренд, германски философ (* 1906 г.)
- 1976 г. – Бенджамин Бритън, британски композитор (* 1913 г.)
- 1976 г. – Томи Боулин, американски рок музикант (Deep Purple) (* 1951 г.)
- 1979 г. – Петя Дубарова, българска поетеса (* 1962 г.)
- 1988 г. – Владимир Полянов, български писател драматург (* 1899 г.)
- 1993 г. – Франк Запа, американски музикант и композитор (* 1940 г.)
- 2005 г. – Грег Хофман, американски филмов продуцент (* 1963 г.)
- 2009 г. – Вячеслав Тихонов, руски артист (* 1928 г.)
- 2010 г. – Атанас Славов, български писател, изкуствовед, семиотик, поет и сценарист (* 1930 г.)
- 2010 г. – Дафо Трендафилов, български майстор гайдар и преподавател (* 1919 г.)
- 2011 г. – Сократес, бразилски футболист (* 1954 г.)

## Празници
- Православна и католическа църква – Ден на Света Варвара
- България – Храмов празник на село Варвара
- Индия – Ден на военноморския флот
- Полша – Ден на миньорите
- Тайланд – Ден на околната среда (от 1991 г.)
- Тонга – Ден на краля